# Foxit Reader
 (octobre 2020).
Foxit PDF Reader (anciennement Foxit Reader) est un outil PDF (Portable Document Format) multilingue et gratuit qui permet de créer, visualiser, éditer, signer numériquement et imprimer des fichiers PDF. Foxit Reader est développé par Foxit Software (en), basé à Fuzhou, en Chine. 

## Identité visuelle (logo)

Logo du logiciel en 2011
logo actuel